# Реликтовый лес Лом
Лом — реликтовый лес в Республике Сербской, в Боснии и Герцеговине. Находится на территории общин Источни-Дрвар и Петровац. Занимает площадь 297,8 га. 
Этот лес был взят под охрану государства еще во времена Югославии, в 1956 году. В 2013 году власти Республики Сербской приняли решение создать здесь природную резервацию. Соответствующее постановление глава Правительства Республики Сербской Желька Цвиянович подписала 18 апреля 2013 года. За охраной леса следит предприятие «Оштрељ - Дринић» из Петроваца. Флора леса представлена, в основном, буком и елью.
Часть леса пострадала в годы войны в Боснии и Герцеговине.